# Pordenone (provincie)
De provincie Pordenone (Friulaans: Pordenon) is gelegen in de Noord-Italiaanse regio Friuli-Venezia Giulia. In het westen grensde ze aan de provincies Treviso en Belluno, in het noorden en oosten aan de provincie Udine en in het zuiden aan de provincie Venetië.
De provincie op 30 september 2017 opgeheven. De regio Friuli-Venezia Giulia is sindsdien niet meer in 4 provincies, maar in 18 Unioni territoriali intercomunali (UTI) (intergemeentelijke unies) verdeeld. Het grondgebied van de vroegere provincie is thans verdeeld in vijf intercommunale unies del Tagliamento (San Vito al Tagliamento), delle Valli e delle Dolomiti Friulane (Maniago), Livenza - Cansiglio - Cavallo (Sacile), Sile e Meduna (Azzano Decimo) en del Noncello (Pordenone).  In 2019 werd de provincie echter opnieuw opgericht als regionale decentralisatie-eenheid Pordenone (Italiaans: ente di decentramento regionale di Pordenone/ Friulaans: ent di decentrament regjonâl di Pordenon).
Het territorium van Pordenone strekt zich uit aan de rechteroever van de rivier de Tagliamento. De provincie is in 1968 ontstaan als afscheiding van de provincie Udine. Het vlakke zuidelijke deel is het dichtstbevolkt, hier ligt ook de hoofdstad Pordenone. Het noordelijke deel is bergachtig, in het noordoostelijke deel liggen de Friulische Dolomieten. In het bergland liggen een aantal grote stuwmeren waaronder het Lago di Barcis en Lago dei Tramonti.
De hoofdstad Pordenone ligt aan de rivier de Noncello, waaraan ze haar naam ontleent. De Romeinse naam van de rivier was Naone, de stad heette Portus Naonis. In het stadshart staan vele Venetiaanse gebouwen. De meest markante monumenten zijn het 13de-eeuwse Palazzo Comunale en de vrijstaande Romaans-gotische toren van de kathedraal San Marco. Het gebied rondom de stad behoort tot de meest geïndustrialiseerde gebieden van Friuli.
Twee andere bezienswaardige plaatsen van de provincie zijn Sacile en Spilimbergo. Sacile is gebouwd op twee eilanden in de rivier de Livenza. Het stadje heeft een Venetiaans uiterlijk met statige palazzi langs de rivier. Spilimbergo, voorheen Castrum de Spengemberg geheten, is vooral bekend vanwege het grote Venetiaanse kasteel. De domkerk van de plaats behoort tot de belangrijkste gotische bouwwerken van Friuli. In het middeleeuwse centrum zijn veel arcadegalerijen te vinden. Spilimbergo is ook het internationale centrum van de mozaïekkunst. De unieke school Scuola di Mosaico is hier gevestigd.
De Dolomieten in de provincie Pordenone behoren tot de rustigere stukken van de Alpen. Het grootste deel ervan behoort tot het natuurpark Riserva Naturale Regionale delle Dolomiti Friulane. In het gebied liggen een aantal grote stuwmeren waaronder het Lago del Vajont. In 1963 stortten miljoenen tonnen steen en aarde in het meer, tweeduizend mensen kwamen door de enorme vloedgolf om in het benedenstrooms gelegen Longarone (provincie Belluno). In het Valcimoliana ligt de bijzondere berg Campanile di Val Montanaia, de top van de berg is zeer rank: 60 meter breed aan de basis en 300 meter hoog.

## Foto's

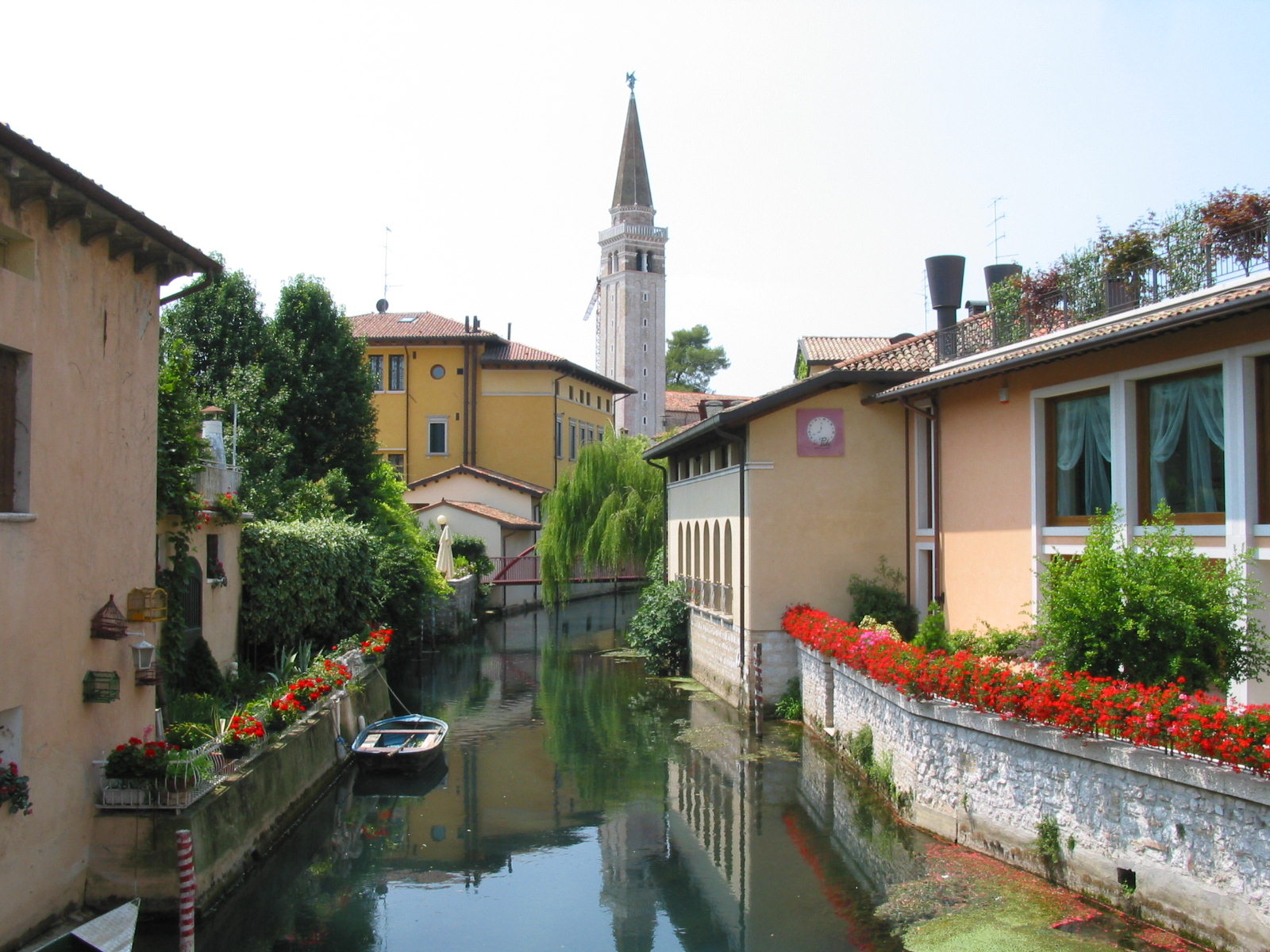
Sacile

## Belangrijke plaatsen
- Pordenone (51.044 inw.)
- Cordenons (16.990 inw.)
- Sacile (17.000 inw.)